# بوابة عطف منفي
| الدخلان | الدخلان | الخرج |
| A       | B       | AB    |
| 0       | 0       | 1     |
| 0       | 1       | 1     |
| 1       | 0       | 1     |
| 1       | 1       | 0     |

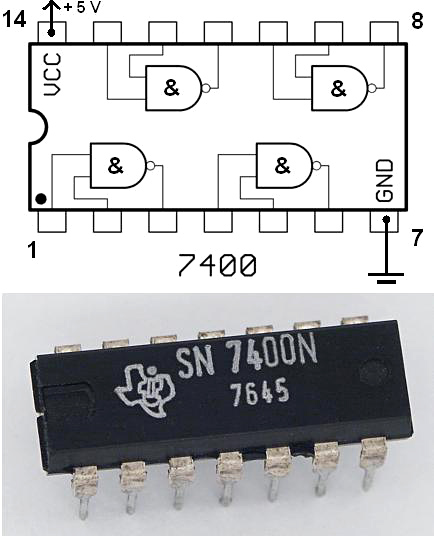
رقيقة TTL 7400, تحتوي 4 NAND. الطرفان الإضافيان لتوصيل التغذية (+5 V) وكذلك لتوصيل الأرضي

في التصميم المنطقي بوابة العطف المنفي (بالإنجليزية: NAND Gate)‏ هي بوابة منطقية تعطي خرج (0 منطقي) فقط عندما يكون كل دخولها (1 منطقي). أي أن خرجها يمثل المكمل أو النفي لخرج بوابة AND.
الخرج (0) ينتج فقط عندما تكون كل مدخلات البوابة حالتها (1)، أما إذا كان أحد أو كلا الدخلان (0) فإن الخرج يكون (1). يتم تكوين هذه البوابة باستخدام الترانزستورات. وفق قوانين دي مورجان, AB=A+B، أي أن بوابة NAND مكافئة لـ عواكس يليها بوابة OR.
بوابة NAND مهمة جدا لأنه يمكن تكوين أي دالة بوليانية باستخدام هذه البوابة فقط، أي أنه يمكن تمثيل أيا من البوابات المنطقية الأخرى باستخدامها.
الدالة:

NAND(a1, a2, ..., an) 

تكافئ
 NOT(a1 AND a2 AND ... AND an).

## الرموز
يوجد ثلاث رموز لبوابة NAND : الرمز الأمريكي (المعهد القومي الأمريكي للقياس ANSI أو 'العسكري') ورمز اللجنة الكهروتقنية الدولية IEC ( 'الأوروبي' أو 'المستطيلي') ورمز المعهد الألماني للتوحيد القياسي DIN. لمزيد من المعلومات انظر : باب رموز البوابات المنطقية.
|                         |                    |                    |
| الرمز الأمريكي MIL/ANSI | الرمز الأوروبي IEC | الرمز الألماني DIN |

## وصف تركيبها وتوصيلاتها
بوابة NAND هي بوابة أساسية، لذلك فهي موجودة في منطق ترانزستور-ترانزستور وعائلة دوائر السيموس والدوائر المتكاملة.

رسم يوضح التركيب الداخلي لدائرة متكاملة بها 4 بوابات NAND من النوع القياسي 4011 CMOS.

### إصداراتسيموس
سلسلة الـ4000 هي مجموعة من الدوائر المتكاملة من النوع سيموس، وتم إصدار دائرة رقم 4011 تحتوي على 4 بوابات NAND كل منها له دخلان.

### إصداراتTTL
سلسلة الـ7400 هي مجموعة من الدوائر المتكاملة من النوع TTL، وتم إصدار دائرة رقم 7400 تحتوي على 4 بوابات NAND كل منها له دخلان.

#### توافرها
تقوم معظم الشركات المصنعة للدوائر المتكاملة بإنتاج دوائر بوابات NAND.
كما تتوافر دوائر لبوابات NAND ذات ثلاث أو أربع أو ثمانية دخول:
- سيموس
  - 4011: Quad 2-input NAND بها أربع بوابات لكلا منها دخلان.
  - 4023: Triple 3-input NAND بها ثلاث بوابات لكلا منها 3 دخول.
  - 4012: Dual 4-input NAND بها بوابتان لكلا منهما 4 دخول.
  - 4068: Mono 8-input NAND بها بوابة واحدة ذات 8 دخول.
- TTL
  - 7400: Quad 2-input NAND بها أربع بوابات لكلا منها دخلان.
  - 7410: Triple 3-input NAND بها ثلاث بوابات لكلا منها 3 دخول.
  - 7420: Dual 4-input NAND بها بوابتان لكلا منهما 4 دخول.
  - 7430: Mono 8-input NAND بها بوابة واحدة ذات 8 دخول.

## بناء البوابة إلكترونيا
يمكن بناء البوابات الأخرى باستخدام بوابات NAND. أي أنه يمكن بناء المعالج باستخدام بوابات NAND فقط، وذلك مُفضل لأن تركيب الواحدة منها يحتاج لعدد أقل من الترانزستورات.
|  |  |  |  |  |

### البدائل
إذا لم تتوافر بوابات NAND يمكننا تكوين دائرة مكافئة لها باستخدام NAND و NOR تعتبر بوابات عامة يمكن استخدامها لتكوين أية بوابة أخرى.
| بناء بوابة NAND باستخدام بوابات NOR |
| ----------------------------------- |
|                                     |

## روابط خارجية
- TTL NAND and AND gates - كل ما يتعلق بالدوائر